# 高旭事件
高旭事件（也稱為南疆事件）起源于1980年8月2日在新疆维吾尔自治区新藏公路葉城縣发生的一起軍民衝突事件。双方冲突时，解放军士兵高旭开枪，導致一名維吾爾族青年中弹身亡。乌鲁木齐军区党委和新疆维吾尔自治区党委在处理时，为安抚维吾尔族民众情绪，以未审先判的方式决定了高旭死刑。9月中旬，乌鲁木齐军区军事法院在疏勒县的南疆军区司令部进行审判，于9月16日宣布高旭死刑。这一结果，激起当地部队官兵和汉族群众的不满、愤怒，引发群众对审判人员的攻击，酿成群体性事件 。
事件发生前，新疆维吾尔族罪犯对汉族群众的攻击事件不断，军队官兵亦是被攻击的对象。连续不断的攻击事件，造成維吾爾族和漢族的關係持续緊張。而当地司法机关对此类维吾尔族犯罪分子惩处不力，即使是重大刑事案件仍是重罪轻判。事件后中央改變其民族政策方針，後廣泛稱為“两个离不开”思想。

## 背景
於文化大革命結束後，中共中央、國務院希望採取措施修補漢族和各少數民族的關係，以爭取他們對改革開放政策的支持。當時中央重點考慮對藏族的政策，並以此為本推行至各少數民族。
1980年，中共中央书记处总书记胡耀邦在北京主持召开了（第一次）西藏工作座谈会，形成《西藏工作座谈会纪要》。1980年4月7日，中共中央发出《关于转发〈西藏工作座谈会纪要〉的通知》（中发〔80〕31号），指出在新的历史条件下，西藏自治区的中心任务和奋斗目标是“以藏族干部和藏族人民为主，加强各族干部和各族人民的团结，调动一切积极因素，从西藏实际情况出发，千方百计地医治林彪、‘四人帮’造成的创伤，发展国民经济，提高各族人民的物质生活水平和义化科学水平，建设边疆，巩固边防，有计划有步骤地使西藏兴旺发达、繁荣富裕起来。”中央还提出了指导西藏工作的八条方针，其中要求“大力培养藏族和其他少数民族干部，积极帮助他们把建设西藏的主要责任承担起来。内地调往西藏的干部，要根据实际需要，坚持少而精的原则。”
中央第一次西藏工作座谈会后，由胡耀邦率领的中央工作组于1980年5月22日抵达西藏。胡耀邦於5月29日《在西藏自治区干部大会上的讲话》进一步提出 建设团结、富裕、文明新西藏的总目标及西藏在当前和今后一个时期要办好的六件大事：第一，“就是要在中央的统一领导之下，充分行使民族区域自治的自治权利。”第二，“从当前西藏相当困难的情况出发，要坚决实行休养生息的政策，要大大减轻群众的负担。”第三，“要在所有的经济政策方面，西藏要实行特殊的灵活政策，便于促进生产的发展。”第四，“要把国家支持你们的大量经费，用到发展农牧业和藏族人民日常迫切需要的上面来，这是一大政策。”第五，“要在坚持社会主义方向的前提下，大力地、充分地发展藏族的科学文化教育事业。”第六“要正确执行党的民族干部政策，极大加强藏汉干部的亲密团结。”其中第六件事要求在一个短时间内把西藏脱产干部队伍包括教员，藏族干部比例提高到三分之二至八成。在西藏的汉族干部“要有计划地、相当大批地回到内地去妥善安排工作。目的呢，你们没有算这个账，减少五万人一年就减少两千万斤粮食，不知你们算没算这个账？我们现在从内地把猪肉、鸡蛋、大米、白面，还有日用品，运上来，要花多大力呀！这么一来，我看三方面会满意，中央满意，汉族干部满意，藏族干部同人民满意，三方面满意，我们为什么不干这个事情呢！” 。
新疆在传达胡耀邦在西藏自治区干部大会上的讲话与中央31号文件时，时任中国共产党新疆维吾尔自治区委员会第一书记的汪锋提出“新疆也应按这个精神办，要绝大多数汉族干部、职工退回内地”。这时，一些混乱言论也流传起来，引起在疆汉族情绪浮动，其间还有新疆生产建设兵团的上海知青不願繼續遭受被迫背井離鄉要求回上海。而维族则大受鼓舞，民族情绪高涨，南疆喀什、阿克苏、和田地区相继发生大规模事件。（参见：1980年阿克苏事件。）

## 事件經過
1980年8月2日，乌鲁木齐军区后勤部汽车11团6连去西藏阿里地区执行任务後正經新藏公路返回新疆。途中车队發現路上有4头牦牛，士兵以為是野生牦牛，在得到带队的副营长邹照文批准後，指导员赵成彪带领士兵高旭等人开枪打死了其中两头。打死以后才发现這些牦牛不是野牛。
士兵們枪殺牦牛的情況被其他路過的駕駛人士看見，并报告了前方14公里处的养路道班-204道班，而被殺牦牛牧工也在道班，在聽到牦牛被士兵射殺悲憤不已，故要求在道班上負責修路的維吾爾族工人協助攔截軍車，工人們答應並在路上架設路障。當晚11時20分，當軍車途經204道班時，駕駛員發現有人招手挡车，并听到“停车”“下来”的喊声。駕駛員並沒有理會並衝過了路障，路人見到後用铁锹和石头砸軍車，及後其中一名維吾爾族工人阿皮孜·阿不都拉衝上軍車與駕駛員發生糾纏。指导员赵成彪所乘的軍車其後駛至，繼而下車先拉空枪威胁，继而对空呜枪警告，但他的行動並未能令事情受控。士兵高旭在此拿出了枪向衝砸軍車的人們開枪，其中一枪打中了阿皮孜·阿不都拉。並在未有確認情況下駛離現場。阿皮孜·阿不都拉不久後被證實死亡。高旭在車隊回營後向副营长報告此事，副营长於8月3日早上向叶城县公安局報案 。

## 維族反應
當阿皮孜·阿不都拉的遺體連同他被士兵射殺的消息帶回叶城县時，引起了當地維族人的強烈憤概。有數百個維族人欲抬著阿皮孜·阿不都拉的遺體進行遊行示威。當時南疆军区政治部副主席阿不都瓦依提·乌拉太也夫得悉事件後，連同大伊玛目买买提依明等人向當地維族群眾做出了大量工作，同時被害者的母親康巴尔汗也一同勸服了憤怒的維族人的情緒。他們放棄抬棺大遊行，並按伊斯蘭教儀式為阿皮孜·阿不都拉舉行喪禮。至此當地維族群眾的情緒趨於平穩。

## 軍方反應
在得悉部隊士兵射殺維族平民一事後，乌鲁木齐军区党委和新疆自治区党委对此十分重视，於8月6日派出調查組到當地進行調查。為達到盡快穩定維族群眾情緒的考慮，乌鲁木齐军区党委和新疆自治区党委在未有得到調查組和軍事檢察院對事件調查做出結論，法院並未開庭審訊的情況下於8月12日向黨中央、中央军委作出報告，要求對高旭“判处死刑，立即执行”。8月18日，黨中央、中央军委回覆同意乌鲁木齐军区党委和新疆自治区党委的建議。8月21日，乌鲁木齐军区政委谭友林在一次干部会议上发表讲话提到了高旭事件。他稱黨中央、中央军委已同意乌鲁木齐军区党委和新疆自治区党委的建議，准备依照法律程序，由军事法院判处高旭死刑並立即执行。當谭友林的講話對外公開後，引起了大批群眾的批評和不滿。最強烈的批評是對於黨組織"未審先判"，何以有權取代公檢法部門去判定高旭有罪，這是嚴重違反了法治精神。而檢察、司法機關也要求不要對高旭执行死刑，但有關方面以黨中央、中央军委已同意的理由拒絕了。

## 首次審訊
9月15日，乌鲁木齐军区军事法院刑事审判庭开庭审判高旭，大批群眾前往旁聽，开庭两小时以后，庭外没有被批准参加旁听的200多名战士和门卫发生争执，动手打了门卫，涌进了法庭。下午3时半继续开庭前，当被批准的旁听代表来到会场时，座位已被1000多名战士和地方群众占满。审判长被迫宣布休庭，理由是未被批准的旁听者太多，不能保证法庭的秩序和审判的正常进行。经请示上级后，9月16日上午10时，继续开庭，进行法庭辩论。12时30分，法庭辩论结束。13时师合议庭（由审判长和两名陪审员组成）合议时，内部发生了意见分歧。本来做好了工作的两名陪审员，听了辩论之后变卦。他们不同意判处高旭死刑，立即执行。—名拒绝签名；—名签了保留意见。经过两个半小时的合议，仍未取得一致意见。按理说，出现这种情况就不能再宣判了。但法庭请示乌鲁木齐军区副政委兼政治部主任魏佑铸，他指示按审判委员会原定计划宣判。9月16日15时30分，法庭开庭宣读判决书，当审判长读到对高旭“依法判处死刑，立即执行”时，话音未落，群情激愤，大批群眾很快在庭外包圍了高旭和押解他的衛兵。有人甚至向高旭喊話，想他趁亂逃跑。但他並沒有這樣做，只稱他要回監獄去。群眾隨著衛兵將高旭帶回看守所，為防有人處決高旭，大批群眾留在看守所不肯散去，他們在得知有關方面提出了判決无效的決定，並保证高旭人身安全，重新审理此案。激愤的人群才安稳下来，当时，包括兵团战士在内的汉族人向上面施加了很大的压力：如果处死高旭，大家就不在新疆卖命了。结果迫使上面取消死刑，这也许是建国以来唯一劫无产阶级专政法场的案例。。

## “两个离不开”思想
1981年6月，乌拉太也夫向來疆採訪高旭事件的新华社记者张万来、秦卫东提交了他对边疆民族问题长期思考总结的《关于在少数民族地区解决民族纠纷问题的八点建议》，提出“在新疆，汉族离不开少数民族，少数民族也离不开汉族”、“汉族和少数民族之间无论在生产、生活上，还是在经济、文化上，都要相互依靠，谁都离不开谁。”张、秦兩人看過後隨於內參刊出了乌拉太也夫的总结。这个观点得到邓小平的肯定。邓小平在新华社内参上亲笔批示：“南疆军区政治部有位副主任，提出了在少数民族地区工作的汉族离不开少数民族，同样少数民族离不开汉族。我赞成这一句话。这个观点很正确，很好。大家这样想问题、处理问题就好了。”，这就是中国民族工作“两个离不开”思想的来源。
1981年7月6日召开的中共中央书记处会议，专门讨论了新疆民族关系问题。会议纪要根据邓小平批示精神，提出：“新疆的汉族干部要确立这样一个正确观点，即离开了少数民族干部，新疆各项工作搞不好；新疆的少数民族干部也要确立这样一个正确观点，即离开了汉族干部，新疆各项工作也搞不好。”纠正了胡耀邦、万里、汪锋在民族工作上的原则错误。1981年10月，中共中央总书记胡耀邦在接见全国少数民族参观团负责人时说：“汉族和少数民族的关系是，汉族离开少数民族不行，少数民族离开汉族也不行。这个关系是相互依存、相互帮助的关系，谁也离不开谁。”后来，中共新疆维吾尔自治区委第一书记王恩茂根据中央指示精神，在新疆提倡“汉族离不开少数民族，少数民族离不开汉族”的“两个离不开”思想。

## 再次審訊
首次提審後高旭被轉移至蘭州軍區羈押。1985年，即高旭射殺阿皮孜·阿不都拉5年後，他的案子由军事法院再次開庭審理。法院裁定高旭故意殺人罪罪名成立，判处其有期徒刑15年。